# Leptolalax gracilis
Leptolalax gracilis är en groddjursart som först beskrevs av Günther 1872.  Leptolalax gracilis ingår i släktet Leptolalax och familjen Megophryidae. IUCN kategoriserar arten globalt som nära hotad. Inga underarter finns listade i Catalogue of Life.